# Дьячков Олексій Федорович
Олексій Федорович Дьячков (рос. Алексей Фёдорович Дьячков; 9 березня 1918, Малі Алабухи — 16 жовтня 1986, Київ) — радянський офіцер, Герой Радянського Союзу, в роки німецько-радянської війни начальник розвідки дивізіону 384-го артилерійського полку 193-ї стрілецької дивізії 65-ї армії Центрального фронту, старший лейтенант.

## Біографія
Народився 9 березня 1918 року в селі Малі Алабухи (тепер Грибановського району Воронезької області Росії) в селянській родині. Росіянин. Член КПРС з 1950 року. Закінчив середню школу.
У 1938 році призваний до лав Червоної Армії. Брав участь в радянсько-фінській війні 1939—1940 років. У боях німецько-радянської війни з червня 1941 року. Воював на Центральному фронті.
15 жовтня 1943 року старший лейтенант О. Ф. Дьячков на чолі групи розвідників у складі штурмового загону дивізії першим переправився через Дніпро біля села Кам'янки Ріпкинського району Чернігівської області. З передового спостережного пункту керував вогнем дивізіону, сприяючи захопленню та утриманню плацдарму на правому березі Дніпра. У боях на плацдармі розвідники захопили мінометну батарею противника і відбили дві контратаки.
Указом Президії Верховної Ради СРСР від 30 жовтня 1943 року за мужність і героїзм, проявлені при форсуванні Дніпра і утриманні плацдарму старшому лейтенанту Олексію Федоровичу Дьячкову присвоєно звання Героя Радянського Союзу з врученням ордена Леніна і медалі «Золота Зірка» (№ 1533).

Могила Олексія Дьячкова

Після війни закінчив Київське училище самохідної артилерії. У 1946 році звільнився у запас. Вдруге призваний в 1947 році. Служив у Міністерстві внутрішніх справ УРСР. З 1960 року майор О. Ф. Дьячков — в запасі. Жив у Києві. Помер 16 жовтня 1986 року. Похований у Києві на Лук'янівському військовому кладовищі.

## Нагороди
Нагороджений орденом Леніна, орденом Вітчизняної війни 1-го ступеня, орденом Вітчизняної війни 2-го ступеня, медалями.